# Neal Maupay
Neal Maupay (* 14. August 1996 in Versailles) ist ein französischer Fußballspieler mit argentinischen Wurzeln.

## Karriere

### Verein
Neal Maupay spielte in seiner Kindheit von 2002 bis 2007 beim unterklassigen US Valbonne, bevor er in die Jugendabteilung des französischen Profivereins OGC Nizza wechselte. Bereits wenige Tage nach seinem 16. Geburtstag kam er erstmals für die fünftklassige zweite Mannschaft des Vereins zum Einsatz. Am 15. September 2012 folgte sein  Debüt in der Ligue 1. Damit wurde er im Alter von 16 Jahren und 32 Tagen zum drittjüngsten Spieler der Ligageschichte. Drei Monate später erzielte er am 18. Spieltag gegen den FC Évian Thonon Gaillard mit dem 3:2-Siegtreffer in der Nachspielzeit sein erstes Profitor und ist damit der zweitjüngste Schütze des Wettbewerbs. Maupay absolvierte 2012/13 wettbewerbsübergreifend 19 Spiele für Nizzas erste Mannschaft, bevor er sich im April 2013 einen Kreuzbandriss zuzog.
Nach einer sechsmonatigen Verletzungspause gab er am 23. November sein Comeback für die zweite Mannschaft von Nizza und stand ab Januar 2014 auch bei den Profis wieder auf dem Platz. Er absolvierte im Verlauf der Rückrunde 16 Spiele in der Ligue 1, in denen er zwei Tore erzielte. In der Saison 2014/15 bestritt er 13 Ligaspiele (ein Tor).
Im August 2015 unterschrieb Maupay einen Vierjahresvertrag beim Ligakonkurrenten AS Saint-Étienne, für den er am 23. August 2015 im Ligaspiel gegen den FC Lorient debütierte. Sein erster Treffer gelang ihm am 3. Januar im Pokalspiel gegen Raon L`Etape. Die Saison 2016/17 verbrachte er auf Leihbasis vom Zweitligisten Stade Brest.
Im Juli 2017 wechselte Maupay zum englischen Zweitligisten FC Brentford, die Ablösesumme soll laut Presseinformationen bei 1,6 Mio. Pfund gelegen haben.
Zwei Jahre später zog er weiter in die Premier League zu Brighton & Hove Albion für nunmehr Presseberichten zufolge 16 Millionen Pfund.
Im Sommer 2022 wechselte er zum FC Everton. Für die Saison 2023/24 kehrte er per Leihe zum FC Brentford zurück. Im August 2024 folgte eine weitere Leihe zu Olympique Marseille.

### Nationalmannschaft
Maupay spielte bislang in französischen Jugendauswahlen, besitzt aber auch die argentinische Staatsangehörigkeit. Für die U-16 absolvierte er von 2011 bis 2012 13 Spiele, in denen er sechs Tore erzielte. Von 2012 bis 2013 gehörte er dem Aufgebot der U-17 an und traf in acht Spielen vier Mal. Bei der Europameisterschafts-Qualifikation lief er als 17-Jähriger im März 2014 erstmals für die U-21 auf.
Darüber hinaus nahm er mit Frankreich an der U19-EM im Sommer 2015 teil, wo er in zwei Spielen zum Einsatz kam und eine Torvorlage gab. Frankreich scheiterte ohne Maupay im Halbfinale am späteren Sieger Spanien.